# Język jawajski

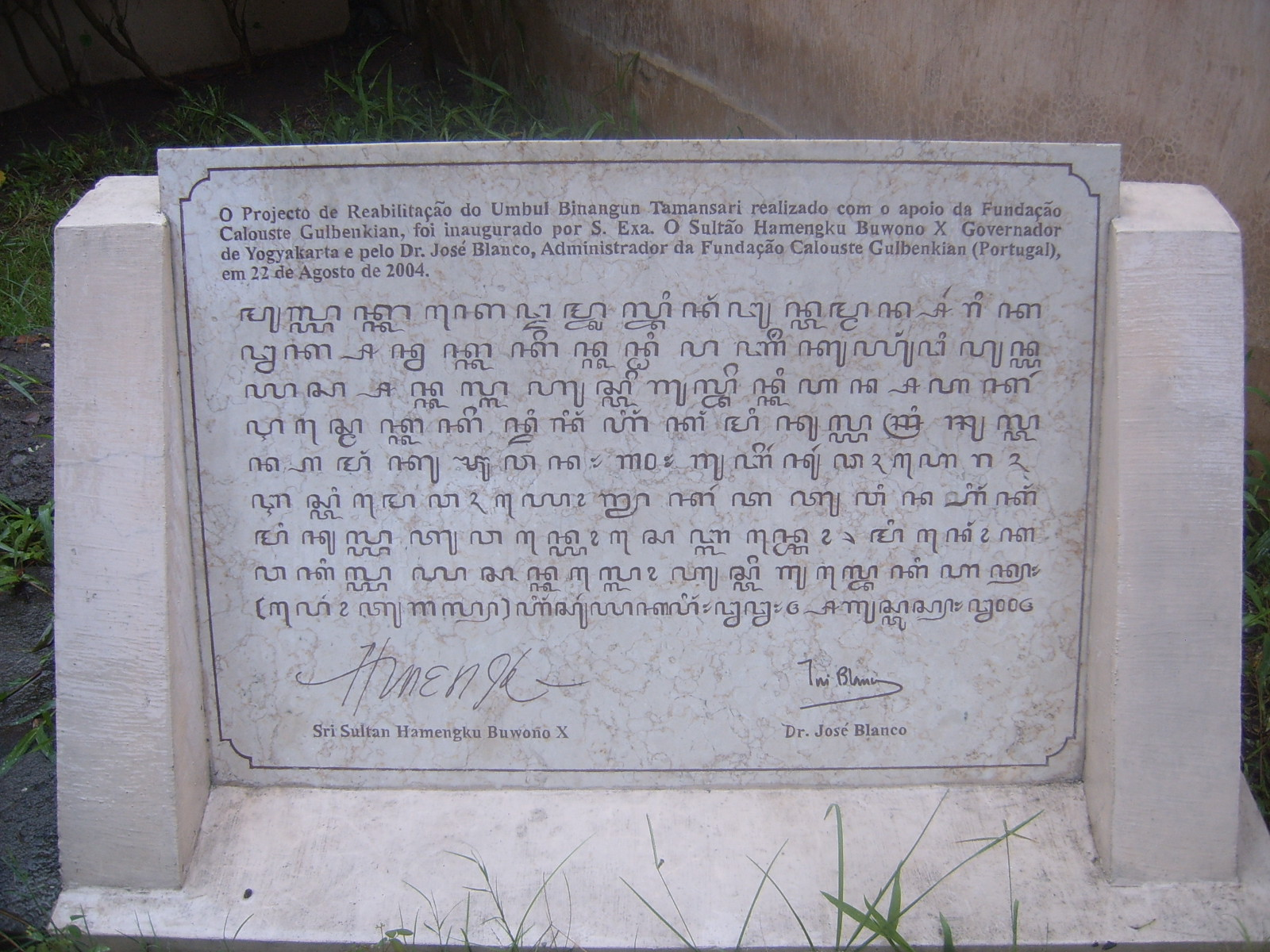
Tekst w piśmie jawajskim

Język jawajski (jaw. basa Jawa, ꦧꦱꦗꦮ) – język z rodziny austronezyjskiej, którym posługuje się ok. 68 mln osób zamieszkujących zwłaszcza środkową i wschodnią część wyspy Jawa. W Indonezji jest objęty statusem języka regionalnego. Ma największą liczbę rodowitych użytkowników spośród języków austronezyjskich.
Obecnie zapisywany jest alfabetem łacińskim, który zakorzenił się w okresie kolonialnym.

## Użycie
Jawajski ma największą społeczność rodzimych użytkowników pośród języków austronezyjskich. Jest jednym z głównych języków Indonezji, zarówno pod względem liczby użytkowników, jak i znaczenia kulturowego. W tym kraju ma status języka regionalnego, posługuje się nim 40% ludności. Jest szerzony za pośrednictwem systemu edukacji, a także reprezentowany w mediach. Dzieli się na szereg zróżnicowanych dialektów, przy czym odmiana centralna, związana z historycznymi ośrodkami kultury jawajskiej (miastami Surakarta i Yogyakarta) i określona jako „kejawen” (M.P. Oakes 2009), pełni funkcję języka standardowego.
Jest jednym z trzech głównych lokalnych języków Jawy (obok sundajskiego i madurskiego). Swoim zasięgiem obejmuje przede wszystkim środkową i wschodnią część wyspy. Wielu jego użytkowników zamieszkuje również prowincję Banten i Dżakartę, a także obszary poza Jawą, m.in. prowincję Lampung na Sumatrze (ze względu na program transmigracji). Duże skupisko użytkowników języka jawajskiego występuje także w Malezji (ok. 300 tys. osób).
W użyciu jest także język indonezyjski, który dominuje w wielu sferach życia. Jawajski służy wśród Jawajczyków jako środek kontaktów domowych, przy czym traci na znaczeniu (na korzyść indonezyjskiego) w przypadku małżeństw mieszanych bądź rodzin zamieszkujących inne regiony kraju. Zanika także znajomość rodzimego pisma jawajskiego i hierarchicznych poziomów mowy. Jawajski nie opiera się też wpływom języka narodowego, w postaci zapożyczeń w języku ustnym i pisanym. Pozostaje jednak głównym językiem centralnej i wschodniej Jawy, powszechnie wykorzystywanym w codziennej komunikacji. Nie jest zagrożony wymarciem. Tradycyjne pismo jawajskie, o ograniczonym użyciu, jest nauczane w szkołach na poziomie regionalnym. W języku jawajskim są emitowane pewne programy telewizyjne, np. wiadomości na surabajskim kanale JTV.

## Historia i piśmiennictwo
Wykazuje znaczne wpływy sanskrytu i języków indyjskich. W jego piśmiennictwie, historycznie bogatym, stosowano pismo kawi (pochodzenia indyjskiego), a później pismo jawajskie i alfabet łaciński. Przez pewien okres (od XIV w.) był wykorzystywany alfabet arabski (wariant pegon), aczkolwiek w ograniczonym zakresie. Alfabet łaciński przyjął się w okresie kolonialnym. Tym niemniej pisany jawajski, w odróżnieniu od indonezyjskiego, jedynie w minimalnym stopniu występuje w przestrzeni publicznej. Również we współczesnej literaturze dominuje język indonezyjski, będący głównym językiem publikacji drukowanych. Historycznie (od II poł. XIX w.) w jawajskim ukazywały się gazety; jawajski wypracował tradycję prasową jako pierwszy spośród języków austronezyjskich. Dzisiejsza pisownia jawajska, nie w pełni jednolita, jest wzorowana na ortografii indonezyjskiej (z ewentualnym wykorzystaniem dwuznaków th i dh oraz znaku é, zwłaszcza w słownikach i tekstach literackich). Rodzime pismo jawajskie jest nauczane w szkołach oraz stosowane do prezentacji nazw ulic i instytucji w regionie. W zapisie odręcznym i we wszelkich domenach komunikacji używa się praktycznie wyłącznie alfabetu łacińskiego.
Jawajski posłużył jako źródło słownictwa dla języka malajskiego (użyczając mu np. słów: rusak – „zepsuty”, patut – „właściwy”) i innych języków Azji Południowo-Wschodniej. Bardzo wczesne pożyczki jawajskie znalazły się w językach Filipin, w pozostałych językach Indonezji oraz w języku malgaskim. Pod wpływem języka jawajskiego pozostaje dziś język indonezyjski, który czerpie z niego wiele elementów słownictwa i składni (np. słowa bisa – „móc”, pintar – „mądry”; afiks ke-). Jawajski odegrał rolę w rozwoju języka potocznego Dżakarty. Jest jednym z najbardziej znaczących źródeł niekontrolowanych zapożyczeń w Indonezji. Zasoby słownikowe języka jawajskiego zostały też wykorzystane przy tworzeniu nowoczesnej terminologii narodowej.
Elementy pochodzenia jawajskiego są najbardziej widoczne w językach używanych w pobliżu Jawy. Wskutek kontaktu z kulturą jawajską języki sundajski, madurski i balijski wykształciły systemy poziomów mowy (hierarchiczne warstwy słownictwa), gdzie język wysoki cechuje się przeważającym udziałem zapożyczeń jawajskich.
Wyróżnia się trzy okresy rozwoju języka jawajskiego: starojawajski, czyli kawi (do XIII w., okres rozwiniętej tradycji literackiej), średniojawajski (XIII–XVII w.), nowojawajski (od XVII w.), genetycznie powiązany z kawi.
Pośród regionalnych dialektów jawajskich, poza jawajskim centralnym z Surakarty i Yogyakarty, zidentyfikowano grupę wschodnią (obejmującą miasta Surabaja, Malang i Pasuruan) oraz grupę zachodnią (Banten, Cirebon i Tegal). Wszystkie dialekty jawajskie są zasadniczo wzajemnie zrozumiałe. Dialekt miasta Cirebon uchodzi czasem za formę mieszaną łączącą składniki sundajskie i jawajskie. Cechy leksyki i morfosyntaktyki sugerują jednak, że stanowi odmianę jawajskiego, z pewnym udziałem elementów obcych. Dzisiejszy dialekt banyumasan (z Purwokerto) odznacza się archaicznymi i swoistymi cechami językowymi, w zakresie słownictwa i wymowy. Czasami wyodrębnia się też odmiany osing, tengger i banten, wyłączając je z trzech głównych grup geograficznych. Język jawajski Surinamu uległ znacznym zmianom w stosunku do języka wyjściowego, do czego przyczynił się kontakt z językami sranan tongo i niderlandzkim. Przez redaktorów bazy danych Ethnologue został sklasyfikowany jako oddzielny język. Odrębny jest również jawajski używany przez Jawajczyków w Nowej Kaledonii, silnie czerpiący z leksyki francuskiej.
Jawajski dzieli wspólny rodowód z językiem malajskim (i indonezyjskim), ale pokrewieństwo tych języków jest dość dalekie.

## Gramatyka

### Rzeczownik
- Rzeczowniki są zasadniczo nieodmienne, zaimki dzierżawcze często są doczepiane do rzeczownika, np. anak „córka”, anakku „moja córka”
- W liczbie mnogiej rzeczownik ulega podwojeniu, o ile mnogość nie wynika z kontekstu (wong telu – „trzy osoby”)[39]: anak-anakku „moje córki”

### Przymiotnik
- Przymiotniki są nieodmienne, stawia się je po określanym rzeczowniku, np. mobil gedhe „duży samochód”

### Czasownik
- Czasowniki nie odmieniają się przez osoby, np. aku ngomong „mówię”, kowe ngomong „mówisz”, dheweke ngomong „mówi” itd.
- Czasownik jest nieodmienny, np. aku ngomong „mówię”, aku ngomong „mówiłem”, lecz w czasie przyszłym poprzedzony jest partykułą arep: aku arep ngomong „powiem”

### Składnia
Szyk zdania w języku jawajskim należy do typu SVO, czyli jest podobny do polskiego: Aku kadang-kadang moco buku „Czasami czytam książki”.

## Słownictwo
Język jawajski ma trzy warianty społeczne (ang. speech levels), cechujące się przede wszystkim różnicami w słownictwie:
- ngoko – język prosty, używany w sytuacjach swobodnych przez większą część społeczeństwa
- krama (kromo) – język formalny, używany w sytuacjach oficjalnych
- madya – forma pośrednia, uprzejma, używana np. w rozmowie z nieznajomymi.

Przykłady
| Język polski         | Ngoko                               | Krama                                        | Język indonezyjski                          |
| -------------------- | ----------------------------------- | -------------------------------------------- | ------------------------------------------- |
| Jak się masz?        | Piyé kabaré?                        | Pripun wartanipun panjenengan?               | Apa kabar? lub Bagaimana kabar Anda?        |
| Dobrze, a ty?        | Aku apik waé, piyé awakmu/sampèyan? | Kula saé kémawòn, pripun kalian panjenengan? | Saya baik-baik saja, bagaimana dengan Anda? |
| Jak masz na imię?    | Sapa jenengmu?                      | Sinten asmanipun panjengenan?                | Siapa nama Anda?                            |
| Mam na imię John.    | Jenengku Jòhn                       | Nami kula Jòhn                               | Nama saya John                              |
| Dziękuję             | Suwun/Matur nuwun                   | Matur sembah nuwun                           | Terima kasih                                |
| Czego się napijesz?  | Kowé arep ngombé apa?               | Panjenengan kersa ngunjuk punapa?            | Anda mau minum apa?                         |
| Chcę się napić kawy. | Aku arep ngombé kòpi waé, Mas/Pak!  | Kula badhé ngunjuk kòpi kémawòn, Pak!        | Saya ingin minum segelas kopi, Pak!         |

Odnotowano, że użycie różnych poziomów mowy osłabia się na korzyść języka nieformalnego (ngoko). Zasób dostępnych poziomów mowy różni się w zależności od lokalizacji (obszary miejskie lub wiejskie) i miejscowego dialektu. W nowoczesnym społeczeństwie dobór odpowiedniego poziomu mowy bywa kłopotliwy, co często skutkuje przejściem na język indonezyjski.
Wśród ludności jawajskiej w Surinamie i Nowej Kaledonii znana jest jedynie odmiana ngoko.

### Liczebniki
| Odmiana             | 1         | 2     | 3    | 4       | 5       | 6    | 7     | 8    | 9     | 10      |
| ------------------- | --------- | ----- | ---- | ------- | ------- | ---- | ----- | ---- | ----- | ------- |
| Język starojawajski | sa        | rwa   | telu | pat     | lima    | enem | pitu  | walu | sanga | sapuluh |
| Kawi                | eka       | dwi   | tri  | catur   | panca   | sad  | sapta | asta | nawa  | dasa    |
| Krama               | setunggal | kalih | tiga | sekawan | gangsal | enem | pitu  | wolu | sanga | sedasa  |
| Ngoko               | siji      | loro  | telu | papat   | lima    | enem | pitu  | wolu | sanga | sepuluh |